# Pittura di genere

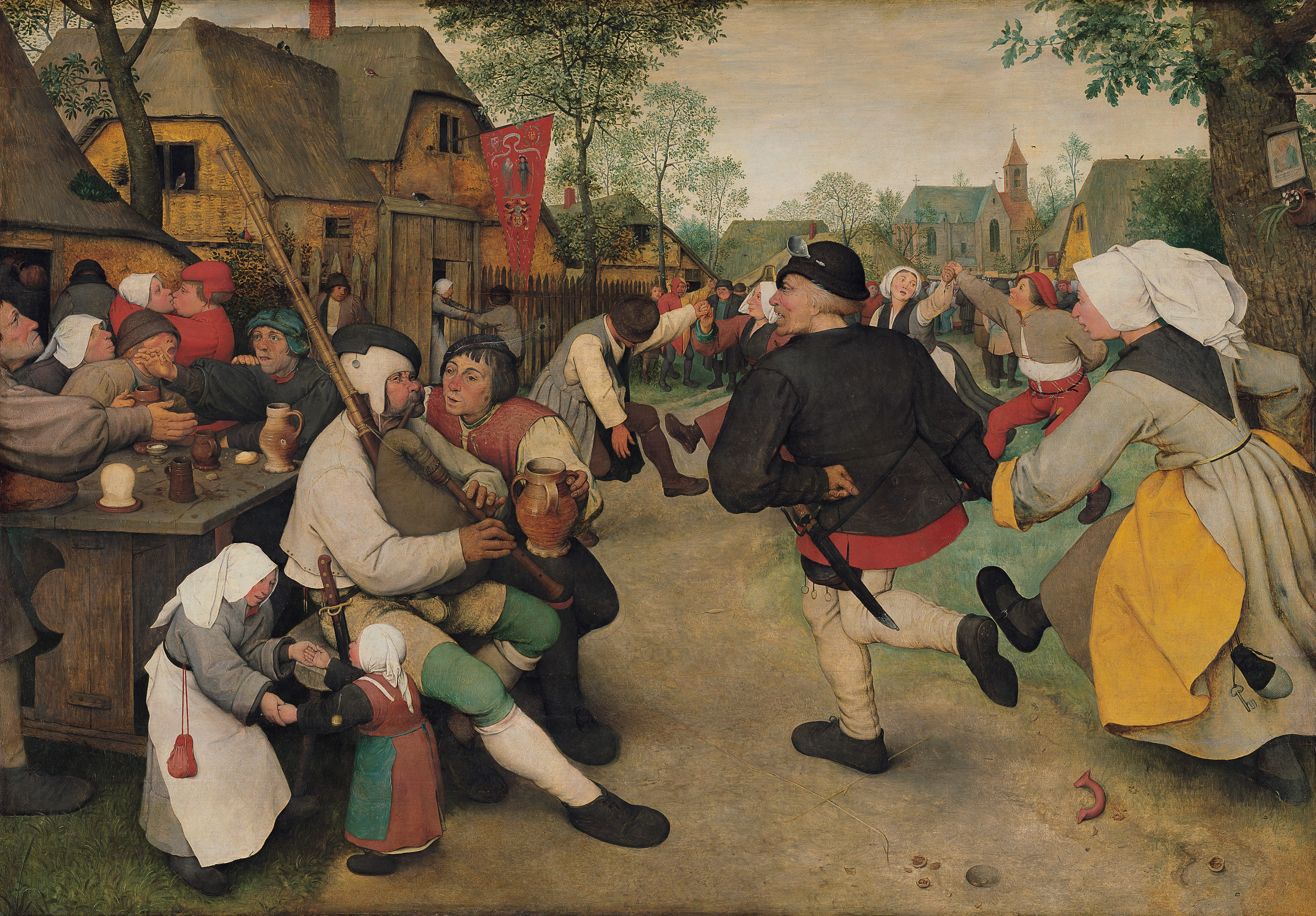
Pieter Brueghel il Vecchio, Danza di contadini, 1568 circa

La pittura di genere, che si traduce nella pratica delle scene di genere, è una rappresentazione pittorica che ha per soggetto scene ed eventi tratti dalla vita quotidiana: ad esempio mercati, faccende domestiche, interni o feste.
La pittura di genere, rappresentando aspetti della vita di tutti i giorni, fu a lungo considerata un genere "minore", decisamente inferiore per valore alla pittura storico-religiosa, ma nemmeno al pari della ritrattistica. I grandi committenti non erano interessati a questo tipo di opere, solitamente di piccolo formato, che ebbero, invece, una notevole fortuna e diffusione tra la borghesia e i mercanti.
Non a caso, infatti, i primi grandi pittori di scene di genere si affermarono nei Paesi Bassi, paese con una forte componente mercantile: Pieter Brueghel il Vecchio, Adriaen e Isaac van Ostade, David Teniers il Giovane, Aelbert Cuyp, Johannes Vermeer e Pieter De Hooch sono tra i più noti pittori olandesi specializzati nelle scene di genere.

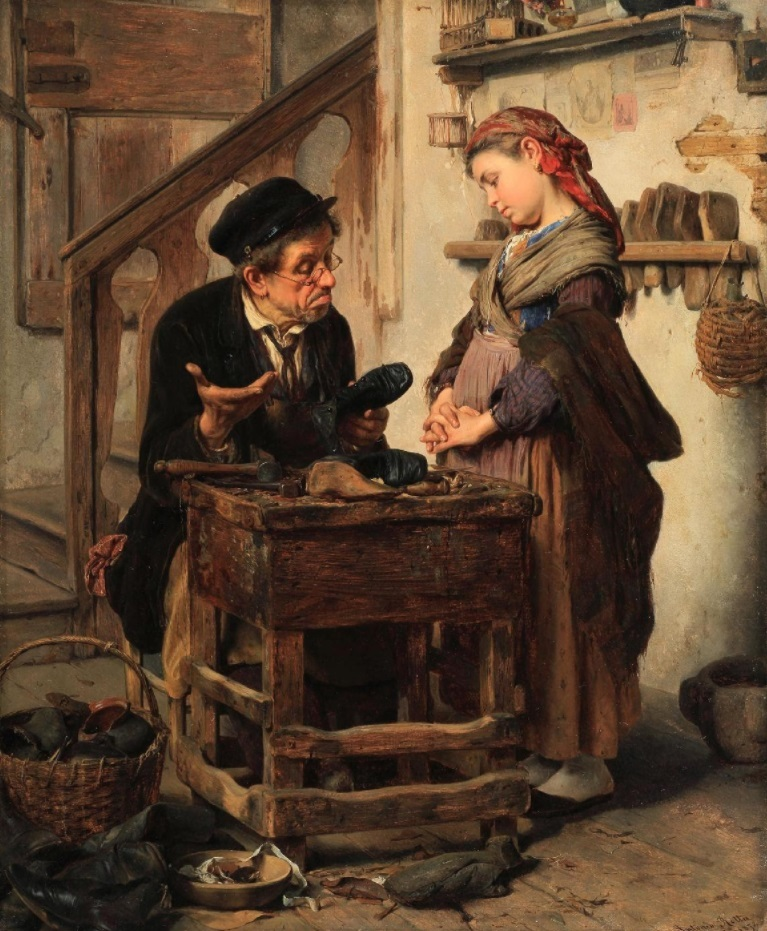
Antonio Rotta, Il caso senza speranza, 1871

## In Olanda

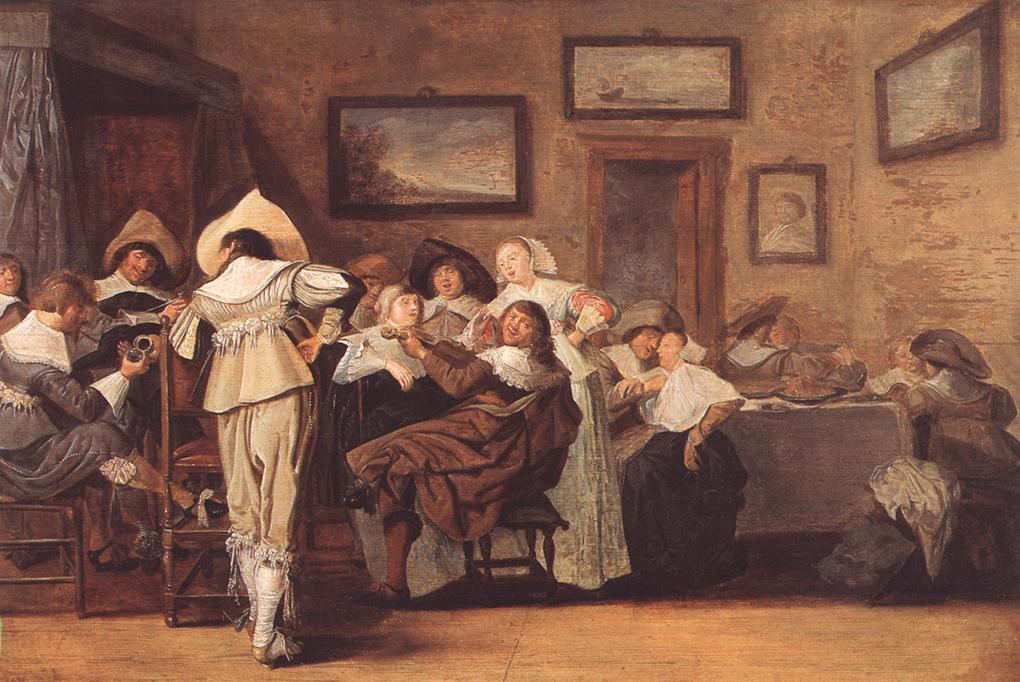
L'Allegra compagnia, Dirck Hals

Nella prima metà del XVI secolo, il pittore fiammingo Jan Sanders van Hemessen dipinse grandi e innovative scene di genere, a volte con un tema morale o una scena religiosa in secondo piano. Facevano parte di un modello di un'"inversione manierista" nella pittura di Anversa. Joachim Patinir ampliò i suoi paesaggi, facendo delle figure un elemento secondario, e Pieter Aertsen dipinse opere dominate da nature morte e figure di cuochi o venditori ambulanti, con piccole scene religiose sullo sfondo. Pieter Brueghel il Vecchio rappresentò come soggetto di molti dei suoi dipinti dei contadini e il loro lavoro, trattati in modo molto naturale. Sulla scia di questo stile pittorico, la pittura di genere si sviluppò nell'Europa settentrionale e i Paesi Bassi dominarono la scena di genere. Fino al XVIII secolo e nel XVII secolo, la pittura barocca fiamminga e la pittura olandese dell'età dell'oro hanno dato vita a molti specialisti che dipingevano principalmente in questo stile.
I Paesi Bassi del XVII secolo annoverano Adriaen e Isaac van Ostade, Jan Steen, Adriaen Brouwer, David Teniers, Aelbert Cuyp, Johannes Vermeer e Pieter de Hooch tra i numerosi pittori specializzati in scene di genere. Le dimensioni generalmente ridotte dei dipinti li hanno resi particolarmente adatti ad essere esposti nelle case di acquirenti della crescente classe media. Il soggetto di queste scene di genere spesso proveniva da un emblema popolare tratto da un libro, che poteva dare al dipinto un doppio significato, come in Il Venditore di Polli di Gabriel Metsu del 1662, nel quale un anziano offre un gallo in una posa che riprende un'incisione oscena di Gillis van Breen (1595-1622). La serie di quadri L'allegra compagnia di Dirck Hals mostra sempre un gruppo di personaggi a una festa, suonando in casa o bevendo in un'osteria. Altri tipi di scene tratte dalla vita quotidiana mostrano mercati, fiere o soldati nei campi.

## In Italia
In Italia tra i primi pittori ad aver dipinto scene di genere si segnalano il cremonese Vincenzo Campi e il bolognese Bartolomeo Passerotti. Entrambi, e il secondo in specie, furono d'esempio per Annibale Carracci, il cui Mangiafagioli è uno dei dipinti di genere più celebri della pittura italiana.
Si distinsero inoltre nel Settecento i veneti Gabriele Bella e Pietro Longhi, e nell'Ottocento il veneziano Antonio Rotta e Vincenzo Petrocelli.